# Sakju
Sakju (kor. 삭주군, Sakju-gun) – powiat w Korei Północnej, w prowincji P’yŏngan Północny. W 2008 roku liczył 159 707 mieszkańców. Graniczy z powiatami Ch’angsŏng od północnego wschodu, Tae’gwan i Ch’ŏnma od południa, Ŭiju od zachodu, a także z należącą do Chin prowincją Liaoning od północy. Przez powiat przebiega 120-kilometrowa linia kolejowa P’yŏngbuk, łącząca powiat z miastem Chŏngju, również w prowincji P’yŏngan Północny.

## Historia
Przed wyzwoleniem Korei spod okupacji japońskiej powiat składał się z 6 miejscowości (kor. myŏn) oraz 52 wsi (kor. ri). W obecnej formie powstał w wyniku gruntownej reformy podziału administracyjnego w grudniu 1952 roku. W jego skład weszły wówczas tereny należące wcześniej do miejscowości Sakju, Ch'ŏngsu, Kugok, Sup'ung (wszystkie znajdowały się w powiecie Sakju), a także do wsi Kap'am, należącej poprzednio do miejscowości Ch’angsŏng w powiecie o tej samej nazwie. Powiat Sakju składał się wówczas z jednego miasteczka (Sakju-ŭp) i 19 wsi. W maju 1974 roku do powiatu włączono większość terytorium powiatu Ch’angsŏng.

## Gospodarka
Ze względu na niewielki areał terenów nadających się pod prowadzenie upraw, w lokalnym rolnictwie istotne znaczenie ma hodowla żywego inwentarza, zwłaszcza świń. Na nielicznych polach uprawia się głównie soję, bataty, paprykę i fasolę azuki.

## Podział administracyjny powiatu
W skład powiatu wchodzą następujące jednostki administracyjne:
| Nazwa jednostki administracyjnej | Rodzaj jednostki administracyjnej | Hangul       |
| -------------------------------- | --------------------------------- | ------------ |
| Sakju-ŭp                         | miasteczko                        | 삭주읍       |
| Namsa-rodongjagu                 | dzielnica robotnicza              | 남사로동자구 |
| Taedae-rodongjagu                | dzielnica robotnicza              | 대대로동자구 |
| Sap'yŏng-rodongjagu              | dzielnica robotnicza              | 사평로동자구 |
| Sup'ung-rodongjagu               | dzielnica robotnicza              | 수풍로동자구 |
| Ch'ŏngsŏng-rodongjagu            | dzielnica robotnicza              | 청성로동자구 |
| Ch'ŏngsu-rodongjagu              | dzielnica robotnicza              | 청수로동자구 |
| Kugok-ri                         | wieś                              | 구곡리       |
| Kŭmbu-ri                         | wieś                              | 금부리       |
| Naeok-ri                         | wieś                              | 내옥리       |
| Tangmok-ri                       | wieś                              | 당목리       |
| Toryŏng-ri                       | wieś                              | 도령리       |
| Ryong'am-ri                      | wieś                              | 룡암리       |
| Pangsan-ri                       | wieś                              | 방산리       |
| Pup'yŏng-ri                      | wieś                              | 부평리       |
| Puksa-ri                         | wieś                              | 북사리       |
| Sanggwang-ri                     | wieś                              | 상광리       |
| Sinsŏ-ri                         | wieś                              | 신서리       |
| Sinp'ung-ri                      | wieś                              | 신풍리       |
| Yŏnsam-ri                        | wieś                              | 연삼리       |
| Okgang-ri                        | wieś                              | 옥강리       |
| Jwa-ri                           | wieś                              | 좌리         |
| Jungdae-ri                       | wieś                              | 중대리       |
| Ch'ŏn'gam-ri                     | wieś                              | 천감리       |
| P'anmak-ri                       | wieś                              | 판막리       |